# یواس‌اس موبرلی (پی‌اف-۶۳)
یواس‌اس موبرلی (پی‌اف-۶۳) (به انگلیسی: USS Moberly (PF-63)) یک کشتی بود که طول آن ۳۰۳ فوت ۱۱ اینچ (۹۲٫۶۳ متر) بود. این کشتی در سال ۱۹۴۳ ساخته شد.